# Qonāt Chenār
Qonāt Chenār (persiska: Kahn Chenār, Kohan Chenār, کهن چنار, قنات چنار) är en ort i Iran.   Den ligger i provinsen Kerman, i den centrala delen av landet, 800 km sydost om huvudstaden Teheran. Qonāt Chenār ligger 2 279 meter över havet och antalet invånare är 178.
Terrängen runt Qonāt Chenār är huvudsakligen kuperad, men åt sydost är den platt.Runt Qonāt Chenār är det glesbefolkat, med 16 invånare per kvadratkilometer. Närmaste större samhälle är Pārīz, 1,2 km öster om Qonāt Chenār. Omgivningarna runt Qonāt Chenār är i huvudsak ett öppet busklandskap.